# Flagi powiatów w województwie wielkopolskim
Flagi powiatów w województwie wielkopolskim – lista symboli powiatowych w postaci flagi, obowiązujących w województwie wielkopolskim.

Flaga województwa wielkopolskiego

Zgodnie z definicją, flaga to płat tkaniny określonego kształtu, barwy i znaczenia, przymocowywany do drzewca lub masztu. Może on również zawierać herb lub godło danej jednostki administracyjnej. W Polsce jednostki terytorialne (rady gmin, miast i powiatów) mogą ustanawiać flagi zgodnie z „Ustawą z dnia 21 grudnia 1978 o odznakach i mundurach”. W pierwotnej wersji pozwalała ona jednostkom terytorialnym jedynie na ustanawianie herbów. Dopiero „Ustawa z dnia 29 grudnia 1998 o zmianie niektórych ustaw w związku z wdrożeniem reformy ustrojowej państwa” oficjalnie potwierdziła prawo województw, powiatów i gmin do ustanawiania tego symbolu jednostki terytorialnej. Z tej zmiany skorzystały powiaty, przywrócone w 1999.
W 2025 w województwie wielkopolskim swoją flagę posiadało 30 z 31 powiatów (jedynym powiatem nieposiadającym flagi był powiat leszczyński) oraz wszystkie 4 miasta na prawach powiatu. Symbol ten, od 2000, ma ustanowione samo województwo.

## Lista obowiązujących flag powiatowych

### Miasta na prawach powiatu
| Powiat        | Wzór | Opis |
| ------------- | ---- | --- |
| Miasto Kalisz |      | Pierwsza wersja flagi miasta została ustanowiona w 1996, obecna została ustanowiona uchwałą nr XLVIII/630/2018 z 25 stycznia 2018. Jest to prostokątny płat tkaniny, podzielony na dwie części: lewą błękitną, z herbem miasta i prawą, z biało-czerwoną szachownicą o 20 polach. |
| Miasto Konin  |      | Flaga miasta to prostokątny płat tkaniny koloru białego, w którego centralnej części umieszczono herb miasta. |
| Miasto Leszno |      | Flaga miasta została ustanowiona 25 maja 1993. Jest to prostokątny płat tkaniny o proporcjach 5:8, podzielona na dwa równe poziome pasy: złoty i czerwony. W jego centralnej części może znajdować się herb miasta.                                                               |
| Miasto Poznań |      | Obecna wersja flagi miasta została ustanowiona uchwałą nr LXXX/1202/V/2010 z 9 listopada 2010. Jest to prostokątny płat tkaniny koloru białego, w którego centralnej części umieszczono herb miasta.                                                                              |

### Powiaty
| Powiat                         | Wzór | Opis |
| ------------------------------ | ---- | --- |
| Powiat chodzieski              |      | Pierwsza wersja flagi powiatu została ustanowiona uchwałą nr XXXII/217/2002 z 26 kwietnia 2002, obecna, autorstwa Jerzego Bąka i Aleksandra Bąka, została ustanowiona uchwałą nr IV/41/2019 z 27 lutego 2019. Jest to płat tkaniny o proporcjach 5:11, podzielony na dwie części: lewą, czerwoną, w kształcie kwadratu z godłem z herbu powiatu oraz prawą, w formie ściętego na dół ogona, podzielonego na pięć równych poziomych pasów: trzy żółte i dwa czerwone, symbolizujących gminy powiatu.               |
| Powiat czarnkowsko-trzcianecki |      | Pierwsza wersja flagi powiatu została ustanowiona uchwałą nr V/33/2003 z 25 lutego 2003, obecna została ustanowiona uchwałą nr XVII/122/2016 z 31 marca 2016. Jest to prostokątny płat tkaniny o proporcjach 5:8, podzielony na dwa równe pionowe pasy: żółty i czerwony. W jego centralnej części umieszczono herb powiatu. |
| Powiat gnieźnieński            |      | Flaga powiatu, autorstwa Alfreda Znamierowskiego, została ustanowiona 27 stycznia 2000. Jest to prostokątny płat tkaniny o proporcjach 5:8, podzielony na dwie równe części: lewą czerwoną, z godłem z herbu powiatu oraz prawą, podzieloną na siedem równych poziomych pasów: cztery czerwone i trzy białe. |
| Powiat gostyński               |      | Flaga powiatu to prostokątny płat tkaniny o proporcjach 5:8, podzielony na trzy równe poziome pasy: złoty/żółty, błękitny i czerwony. |
| Powiat grodziski               |      | Flaga powiatu, autorstwa Jerzego Bąka, została ustanowiona uchwałą nr XXIX/145/2001 z 26 czerwca 2001. Jest to płat tkaniny, podzielony na dwie części: lewą, czerwoną, w kształcie kwadratu z godłem z herbu powiatu oraz prawą, w formie ściętego na dół ogona, podzielonego na pięć równych poziomych pasów: dwa czerwone, dwa białe i żółty, symbolizujących gminy powiatu. |
| Powiat jarociński              |      | Flaga powiatu, autorstwa Jerzego Bąka to płat tkaniny, podzielony na dwie części: lewą, czerwoną, w kształcie kwadratu z godłem z herbu powiatu oraz prawą, w formie ściętego na dół ogona, podzielonego na cztery równe poziome błękitne i czerwone pasy, symbolizujące gminy powiatu. |
| Powiat kaliski                 |      | Pierwsza wersja flagi powiatu została ustanowiona uchwałą nr XVIII/134/2000 z 25 października 2000, obecna, autorstwa Aleksandra Bąka, została ustanowiona uchwałą nr LXX/635/2024 z 23 marca 2024. Jest to płat tkaniny o proporcjach 6:13, podzielony w biało-czerwoną szachownicę, ze ściętym ogonem. W lewej części płata umieszczono godło z herbu powiatu. |
| Powiat kępiński                |      | Flaga powiatu, autorstwa Jerzego Bąka, została ustanowiona uchwałą nr XX/139/2000 z 31 sierpnia 2000. Jest to płat tkaniny o proporcjach 5:5, podzielony na dwie części: lewą, czerwono-błękitną, w kształcie kwadratu z godłem z herbu powiatu oraz prawą, w formie ściętego na dół ogona, podzielonego na siedem równych poziomych pasów: dwa błękitne, dwa czerwone i trzy białe, symbolizujących gminy powiatu.                                                                                               |
| Powiat kolski                  |      | Flaga powiatu została ustanowiona uchwałą nr XLVIII/210/2002 z 26 czerwca 2002. Jest to prostokątny płat tkaniny o proporcjach 5:8, podzielony na trzy pionowe pasy: dwa czerwone i biały w stosunku 1:3:1. W jego centralnej części umieszczono herb powiatu. |
| Powiat koniński                |      | Flaga powiatu została ustanowiona uchwałą nr XXVI/157/01 z 30 marca 2001. Jest to prostokątny płat tkaniny o proporcjach 5:8, podzielony z lewa w skos żółtym pasem na dwie części: górną czerwoną i dolną zieloną. Umieszczono na nich symbole z herbu powiatu. |
| Powiat kościański              |      | Flaga powiatu została ustanowiona uchwałą nr XXVIII/212/2001 z 10 kwietnia 2001. Jest to prostokątny płat tkaniny o proporcjach 5:8, podzielony na dwa równe pionowe pasy: biały i czerwony. W jego centralnej części umieszczono herb powiatu. |
| Powiat krotoszyński            |      | Flaga powiatu została ustanowiona uchwałą nr XXVIII/148/01 z 27 kwietnia 2001. Jest to prostokątny płat tkaniny o proporcjach 5:8, podzielony na trzy pionowe pasy: dwa błękitne i biały w stosunku 1:3:1. W jego centralnej części umieszczono herb powiatu. |
| Powiat międzychodzki           |      | Flaga powiatu, autorstwa Zbigniewa Jakubowskiego, Artura Paczesnego i Roberta Jędrzejczaka, została ustanowiona uchwałą nr XXXIII/227/2013 z 29 sierpnia 2013. Jest to płat tkaniny o proporcjach 5:11, podzielony na dwie części: lewą, czerwono-białą, w kształcie kwadratu z godłem z herbu powiatu oraz prawą, w formie ściętego na dół ogona, podzielonego na cztery równe poziome pasy: dwa żółte, biały i czerwony, symbolizujące gminy powiatu.                                                           |
| Powiat nowotomyski             |      | Flaga powiatu, autorstwa Stefana Wojtkiewicza i Jacka Stelmaszyka, została ustanowiona uchwałą XVI/84/2000 z 12 czerwca 2000. Jest to prostokątny płat tkaniny o proporcjach 5:8, podzielony na trzy pionowe pasy: dwa czerwone i biały w stosunku 1:3:1. W jego centralnej części umieszczono herb powiatu. |
| Powiat obornicki               |      | Flaga powiatu, autorstwa Jerzego Bąka, została ustanowiona 25 maja 2000. Jest to płat tkaniny o proporcjach 5:11, podzielony na dwie części: lewą, czerwoną, w kształcie kwadratu z godłem z herbu powiatu oraz prawą, w formie ściętego na dół ogona, podzielonego na trzy równe poziome pasy: dwa białe i czerwony, symbolizujące gminy powiatu. |
| Powiat ostrowski               |      | Flaga powiatu została ustanowiona uchwałą nr XXX/245/2002 z 14 lutego 2002. Jest to prostokątny płat tkaniny o proporcjach 5:8, podzielony z prawa w skos na dwie części: lewą błękitną i górną czerwoną. Umieszczono na nich symbole z herbu powiatu. |
| Powiat ostrzeszowski           |      | Flaga powiatu, autorstwa Edwarda Haladyna, została ustanowiona uchwałą nr XXVI/109/01 z 21 stycznia 2001. Jest to prostokątny płat tkaniny o proporcjach 5:8, podzielony na trzy równe poziome pasy: dwa niebieskie i żółty. W jego centralnej części umieszczono herb powiatu. |
| Powiat pilski                  |      | Pierwsza wersja flagi powiatu została ustanowiona uchwałą nr XXVII/215/2000 z 25 września 2000, obecna, autorstwa Jerzego Bąka i Aleksandra Bąka, została ustanowiona uchwałą nr XXXVII/357/2014 z 27 lutego 2014. Jest to płat tkaniny o proporcjach 5:11, podzielony na dwie części: lewą, czerwoną, w kształcie kwadratu z godłem z herbu powiatu oraz prawą, w formie ściętego na dół ogona, podzielonego na dziewięć równych poziomych pasów: pięć czerwonych i cztery żółte, symbolizujących gminy powiatu. |
| Powiat pleszewski              |      | Flaga powiatu, autorstwa Alfreda Znamierowskiego, została ustanowiona uchwałą nr XXIX/226/01 z 29 marca 2001. Jest to płat tkaniny o proporcjach 5:11, podzielony na dwie części: lewą, błękitną, w kształcie kwadratu z godłem z herbu powiatu oraz prawą, w formie ściętego na dół ogona, podzielonego na sześć równych błękitnych i białych poziomych pasów, symbolizujących gminy powiatu. |
| Powiat poznański               |      | Flaga powiatu, autorstwa Jerzego Bąka, została ustanowiona uchwałą nr XXVI/206/2001 z 4 stycznia 2001. Jest to płat tkaniny o proporcjach 5:11, podzielony na dwie części: lewą, błękitną, w kształcie kwadratu z godłem z herbu powiatu oraz prawą, w formie ściętego na dół ogona, podzielonego na siedemnaście równych białych i czerwonych poziomych pasów, symbolizujących gminy powiatu. |
| Powiat rawicki                 |      | Flaga powiatu została ustanowiona uchwałą nr XXI/179/2001 z 28 grudnia 2001. Jest to prostokątny płat tkaniny o proporcjach 5:8, podzielony na dwa równe poziome pasy: żółty i czerwony. W jego centralnej części umieszczono herb powiatu. |
| Powiat słupecki                |      | Flaga powiatu, autorstwa Jerzego Bąka, została ustanowiona uchwałą nr XXIII/105/2000 z 26 października 2000. Jest to płat tkaniny o proporcjach 5:11, podzielony na dwie części: lewą, czerwono-błękitną, w kształcie kwadratu z godłem z herbu powiatu oraz prawą, w formie ściętego na dół ogona, podzielonego na osiem równych poziomych pasów: dwa błękitne, dwa czerwone i cztery białe, symbolizujących gminy powiatu.                                                                                      |
| Powiat szamotulski             |      | Flaga powiatu została ustanowiona uchwałą nr XVI/72/04 z 29 kwietnia 2004. Jest to prostokątny płat tkaniny o proporcjach 5:8, podzielony na trzy równe poziome pasy: żółty, biały i czerwony. Z lewej strony płata może znajdować się herb powiatu. |
| Powiat średzki                 |      | Flaga powiatu, autorstwa Michała Marciniaka-Kożuchowskiego, została ustanowiona uchwałą nr XXVIII/197/2005 z 27 października 2005. Jest to prostokątny płat tkaniny o proporcjach 5:8, podzielony na trzy poziome pasy: szerszy biały, żółty i czerwony. W lewym górnym rogu może znajdować się herb powiatu. |
| Powiat śremski                 |      | Flaga powiatu została ustanowiona uchwałą nr XXVIII/158/2000 z 30 listopada 2000. Jest to prostokątny płat tkaniny o proporcjach 5:8, podzielony na trzy pionowe pasy: dwa czerwone i biały w stosunku 1:3:1. W jego centralnej części umieszczono herb powiatu. |
| Powiat turecki                 |      | Flaga powiatu została ustanowiona uchwałą nr XIV/62/2000 z 15 marca 2000. Jest to prostokątny płat tkaniny o proporcjach 5:8, podzielony na trzy pionowe pasy: dwa czerwone i biały w stosunku 1:3:1. W jego centralnej części umieszczono herb powiatu. |
| Powiat wągrowiecki             |      | Pierwsza wersja flagi powiatu, autorstwa Michała Marciniaka-Kożuchowskiego, została ustanowiona uchwałą nr XL/211/2002 z 9 października 2002, obecna została ustanowiona uchwałą nr XVIII/135/2012 z 28 maja 2012. Jest to prostokątny płat tkaniny o proporcjach 5:8, podzielony na dwie równe części: lewą czerwoną, z godłem z herbu powiatu oraz prawą, podzieloną na siedem równych poziomych pasów: cztery czerwone i trzy białe.                                                                           |
| Powiat wolsztyński             |      | Pierwsza wersja flagi powiatu została ustanowiona uchwałą nr XIV/74/99 z 9 listopada 1999, obecna została ustanowiona uchwałą nr XXIII/107/2000 z 22 sierpnia 2000. Jest to prostokątny płat tkaniny o proporcjach 5:8, podzielony z lewa w skos białym pasem na dwie części: górną zieloną i dolną błękitną. W jego centralnej części umieszczono herb powiatu. |
| Powiat wrzesiński              |      | Flaga powiatu została ustanowiona uchwałą nr 207/XXXVI/2002 z 6 lutego 2002. Jest to prostokątny płat tkaniny o proporcjach 5:8, podzielony na trzy poziome pasy: szerszy biały, żółty i czerwony. W lewym górnym rogu może znajdować się herb powiatu. |
| Powiat złotowski               |      | Flaga powiatu, autorstwa Janusza Zawadzkiego została ustanowiona uchwałą nr XXI/75/2000 z 30 sierpnia 2000. Jest to prostokątny płat tkaniny o proporcjach 1:2, podzielony na dwa równe poziome pasy: niebieski i czerwony. Z lewej strony płata umieszczono herb powiatu. |